# Limanaro (Ort)
Limanaro ist ein Ort in der Aldeia Limanaro (Suco Rairobo, Verwaltungsamt Atabae, Gemeinde Bobonaro). Er liegt in einer Meereshöhe von 348 m.
Das Dorf Limanaro befindet sich im Süden der Aldeia, an der Straße, die von Faturase im Südosten nach Aidabaleten im Westen führt. Im Dorf Limanaro stehen eine Grundschule und der Sitz der Aldeia.